# TDK千曲川硬式野球部
TDK千曲川硬式野球部（ティーディーケーちくまがわこうしきやきゅうぶ）は、長野県佐久市に本拠地を置き、日本野球連盟に加盟していた社会人野球の企業チームである。2009年のシーズン開幕前に解散した。
運営母体は、電気機器製造会社のTDK。

## 概要
電気機器製造会社のTDKが、秋田県仁賀保町で活動するTDK硬式野球部に続く第2のチームとして、1982年に長野県佐久市の千曲川工場を本拠地とし『TDK千曲川硬式野球部』として創部。
1999年に日本選手権に初出場を果たすと、21世紀に入ってからは全国大会の出場回数が増え、2005年には都市対抗野球に初出場した。さらに、2008年の都市対抗野球では本社チームとダブル出場を果たした。
しかし、世界的な不況を受け、2009年シーズン開幕前の2月20日で廃部し本社チームと統合することが発表された。記者発表から1週間での廃部は異例の早さである。所属選手は、ほぼ全員がTDK野球部あるいは地元のクラブチームの佐久コスモスターズ硬式野球クラブへと移籍した。

## 設立・沿革
- 1982年 - 『TDK千曲川』として創部。
- 1999年 - 日本選手権に初出場（初戦敗退）。
- 2005年 - 都市対抗野球に初出場（初戦敗退）。
- 2009年 - 解散。TDKと統合。

## 主要大会の出場歴・最高成績
- 都市対抗野球大会 - 出場2回
- 社会人野球日本選手権大会 - 出場5回

## 主な出身プロ野球選手
- 山本淳（投手） - 2006年大学生・社会人ドラフト3位で西武ライオンズに入団
- 大城祐二（内野手） - 2006年大学生・社会人ドラフト5位で阪神タイガースに入団